# Ezio De Marchi
(Ezio De Marchi - Lettera alla madre)
Ezio De Marchi (Servola, 1º febbraio 1895 – Conca Meglenci, 9 maggio 1917) è stato un militare italiano, esponente dell'irredentismo italiano, che con Gaspardis e Bergamas, fu uno dei Tre Maestri triestini morti per l'Italia nel primo conflitto mondiale.

## Biografia

Insieme al reggimento

Figlio di Giovanni De Marchi e Maria Srebernik, nato nel rione di Servola il primo febbraio 1895, ebbe una giovinezza dedicata agli studi e all'alpinismo. Insegnante a Trieste e poi nel ricreatorio di Cittavecchia, De Marchi si imbarcò clandestinamente per Venezia nel '15 e si arruolò volontario il 24 maggio 1915.
Nel luglio 1915 fu ferito una prima volta ad una gamba da un proiettile esplosivo andando all'assalto delle trincee austriache sulle falde di ponente del Podgora davanti a Gorizia. La ferita lo immobilizzò per un anno ma ottenne finalmente di ritornare al fronte, col grado di sottotenente, nel 61º reggimento fanteria, in partenza per la Macedonia.
Morì a Conca Meglenci nei pressi di Monastìr il 9 maggio 1917, sulla famosa "Quota 1050", nell'attacco comandato dal generale Carlo Petitti di Roreto, lanciandosi fuori dalla trincea. Le sue spoglie furono successivamente traslate nel cimitero di S. Anna a Trieste.

## Monumenti e dediche
- Monumento ai Caduti della Prima Guerra Mondiale Cimitero di Trieste.
- Ad Ezio De Marchi è stata dedicata la scuola elementare di Servola e la via adiacente.[3]